# 50. Oscar-gála
Az 50. Oscar-gálát, a Filmakadémia díjátadóját 1978. április 3-án tartották meg. A bejáratnál Vanessa Redgrave ellen tüntetett a Zsidó Védelmi Liga, Redgrave pedig politikai töltetű köszönőbeszédet mondott a díjátadón.
Woody Allen filmje, az Annie Hall, a Harmadik típusú találkozások (Steven Spielberg), a Csillagok háborúja IV. (George Lucas) és a Szombat esti láz (John Badham) filmtörténelmet írt.
A legtöbb jelölést a Júlia és a Fordulópont kapta (11 jelölés), de díjakat a Csillagok háborúja IV. és az Annie Hall gyűjtött inkább (6, illetve 5 Oscar).
Tizennyolc évi műsorvezetés után köszönt el Bob Hope.

## Kategóriák és jelöltek
nyertesek félkövérrel jelölve

### Legjobb film
- Annie Hall – Rollins-Joffe, United Artists – Charles H. Joffe
  - Csillagok háborúja IV. (Star Wars) – 20th Century-Fox – Gary Kurtz
  - Hölgyem, Isten áldja! (The Goodbye Girl) – Stark, Metro-Goldwyn-Mayer/Warner Bros. – Ray Stark
  - Júlia (Julia) – 20th Century-Fox – Richard Roth
  - Fordulópont (The Turning Point) – Hera Productions, 20th Century-Fox – Herbert Ross és Arthur Laurents

### Legjobb színész
- Richard Dreyfuss  –  Hölgyem, Isten áldja!
  - Woody Allen      –  Annie Hall
  - Richard Burton  –  Equus
  - Marcello Mastroianni    –  Egy különleges nap
  - John Travolta    –  Szombat esti láz

### Legjobb színésznő
- Diane Keaton  –  Annie Hall
  - Anne Bancroft  –  Fordulópont
  - Jane Fonda  –  Júlia (Julia)
  - Shirley MacLaine  –  Fordulópont
  - Marsha Mason  –  Hölgyem, isten áldja!

### Legjobb férfi mellékszereplő
- Jason Robards  –  Júlia (Julia)
  - Mikhail Baryshnikov  –  Fordulópont
  - Peter Firth  –  Equus
  - Alec Guinness  –  Csillagok háborúja IV. (Star Wars)
  - Maximilian Schell  –  Júlia (Julia)

### Legjobb női mellékszereplő
- Vanessa Redgrave – Júlia (Julia)
  - Leslie Browne – Fordulópont
  - Quinn Cummings – Hölgyem, Isten áldja!
  - Melinda Dillon – Harmadik típusú találkozások (Close Encounters of the Third Kind)
  - Tuesday Weld – Looking for Mr. Goodbar

### Legjobb rendező
- Woody Allen – Annie Hall
  - George Lucas – Csillagok háborúja IV. (Star Wars)
  - Herbert Ross – Fordulópont
  - Steven Spielberg – Harmadik típusú találkozások (Close Encounters of the Third Kind)
  - Fred Zinnemann – Júlia (Julia)

### Legjobb eredeti történet
- Annie Hall – Woody Allen, Marshall Brickman
  - Hölgyem, isten áldja! – Neil Simon
  - The Late Show – Robert Benton
  - Csillagok háborúja IV. (Star Wars) – George Lucas
  - Fordulópont – Arthur Laurents

### Legjobb adaptált forgatókönyv
- Júlia (Julia) – Alvin Sargent forgatókönyve Lillian Hellman Pentimento című regénye alapján
  - Equus – Peter Shaffer saját színműve alapján
  - Nem ígértem neked rózsakertet – Gavin Lambert, Lewis John Carlino forgatókönyve Hannah Greene regénye alapján
  - Oh, God! – Larry Gelbart forgatókönyve Avery Corman regénye alapján
  - A vágy titokzatos tárgya – Luis Buñuel, Jean-Claude Carrière forgatókönyve Pierre Louÿs La femme et le pantin című regénye alapján

### Legjobb operatőr
- Zsigmond Vilmos – Harmadik típusú találkozások (Close Encounters of the Third Kind)
  - William A. Fraker – Looking for Mr. Goodbar
  - Fred J. Koenekamp – Islands in the Stream
  - Douglas Slocombe – Júlia (Julia)
  - Robert Surtees – Fordulópont

### Látványtervezés és díszlet
- John Barry, Norman Reynolds, Leslie Dilley, Roger Christian – Csillagok háborúja IV. (Star Wars)
  - George C. Webb, Mickey S. Michaels – Airport ’77
  - Joe Alves, Dan Lomino, Phil Abramson – Harmadik típusú találkozások (Close Encounters of the Third Kind)
  - Ken Adam, Peter Lamont, Hugh Scaife – A kém, aki szeretett engem
  - Albert Brenner, Marvin March – Fordulópont

### Legjobb vágás
- Paul Hirsch, Marcia Lucas, Richard Chew – Csillagok háborúja IV. (Star Wars)
  - Michael Kahn – Harmadik típusú találkozások (Close Encounters of the Third Kind)
  - Walter Murch, Marcel Durham – Júlia (Julia)
  - Walter Hannemann, Angelo Ross – Smokey and the Bandit
  - William Reynolds – Fordulópont

### Legjobb vizuális effektus
- Ben Burtt – Csillagok háborúja IV. (Star Wars) – (robotépítés és robothang)
- Frank E. Warner – Harmadik típusú találkozások (Close Encounters of the Third Kind) – (hangeffektus)

### Legjobb nemzetközi film
- Előttem az élet (Franciaország) – Lira Films – Jean Bolvary producer – Moshé Mizrahi rendező
  - A vágy titokzatos tárgya (Cet obscur objet du désir) (Spanyolország) – Greenwich Film Productions, In-Cine Compañía International Cinematográfica S. A., Les Films Galaxie – Serge Silberman producer – Luis Buñuel rendező
  - Una Giornata particolare (Olaszország) – Canafox, Compagnia Cinematografica Champion – Carlo Ponti producer – Ettore Scola rendező
  - Iphigenia (Görögország) – Greek Film Center – Mihálisz Kakojánisz rendező
  - Entebbe, Operation Thunderbolt (מבצע יונתן) (Izrael) – GS Productions – Yoram Globus, Menaham Golan producerek – Menahem Golan rendező

### Legjobb filmzene

#### Eredeti filmzene
- Csillagok háborúja IV. (Star Wars) – John Williams
  - Harmadik típusú találkozások (Close Encounters of the Third Kind) – John Williams
  - Júlia (Julia) – Georges Delerue
  - Az üzenet (The Message) – Maurice Jarre
  - A kém, aki szeretett engem (The Spy Who Loved Me) – Marvin Hamlisch

#### Eredeti dalszerzés és annak adaptációja vagy adaptált filmzene
- Egy kis éji zene (A Little Night Music) – Jonathan Tunick (adaptáció)
  - Peti sárkánya (Pete's Dragon) –  Al Kasha és Joel Hirschhorn (dalszerzés); Irwin Kostal (adaptáció)
  - Papucs és rózsa (The Slipper and the Rose) – Richard M. Sherman és Robert B. Sherman (dalszerzés); Angela Morley (adaptáció)

## Statisztika

### Egynél több jelöléssel bíró filmek
- 11: Júlia, Fordulópont
- 10: Csillagok háborúja IV.
- 8: Harmadik típusú találkozások
- 5: Annie Hall, Hölgyem, isten áldja!
- 3: Equus, A kém, aki szeretett engem
- 2: Airport '77, Szombat esti láz, Looking for Mr. Goodbar, Pete's Dragon, The Slipper and the Rose, Egy különleges nap, A vágy titokzatos tárgya

### Egynél több díjjal bíró filmek
- 6 plusz egy speciális díj: Csillagok háborúja IV.
- 4: Annie Hall
- 3: Júlia
- 2: Harmadik típusú találkozások